# Kārlis Zāle
Kārlis Zāle (ur. 28 października 1888 w Możejkach, zm. 19 lutego 1942 w Inčukalns) – łotewski rzeźbiarz, twórca artystycznej oprawy Cmentarza Braterskiego w Rydze oraz Pomnika Wolności.

## Życiorys
W latach 1909–13 studiował w szkole artystycznej w Kazaniu. Artystycznych szlifów nabierał w moskiewskiej pracowni Stiepana Erzii. Następnie studiował w szkołach artystycznych Petersburga i Berlina, gdzie zetknął się z niemieckim ekspresjonizmem i konstruktywizmem.
W 1923 powrócił do Rygi, by wspólnie z Andrejsem Zeidaksem, Pēterisem Federsem i Aleksandrsem Birzenieksem zaprojektować kompozycję Cmentarza Braterskiego upamiętniającego poległych w I wojnie światowej żołnierzy. Był również autorem ryskiego Pomnika Wolności, który odsłonięto na Bulwarze Wolności w 1935. W latach 1935–1940 i 1941-1942 kierownik pracowni rzeźby w Łotewskiej Akademii Sztuki Rzeźby, a od 1936 profesor. Pochowany w Rydze na cmentarzu Braterskim.
Odznaczony Orderem Trzech Gwiazd II klasy.

## Twórczość
- Pomnik Wolności w Rydze (1931-1935)
- projekt architektoniczny i artystyczny Cmentarza Braterskiego w Rydze (1924-1936)[2]

## Upamiętnienie
- w 2012 roku Bank Łotwy wypuścił 1 łatowe srebrne monety projektu Krišsa Salmanisa[3]
- w 2013 ukazała się powieść o Zāli Valda Rūmnieka i Andreja Miglas Trīs zvaigznes[4]
- w 2017 roku powstał film dokumentalny Levainotais jātnieks (Ranny jeździec) o Karolu Zali twórcy Pomnika Wolności w reżyserii Ilony Brūvere[5].